# 阿利克·阿利克
阿利克·阿利克（英語：Alik Alik，1953年1月26日—），密克羅尼西亞聯邦第7任副總統，于2007年至2015年間在任。

## 生平
阿利克在科斯雷州出生和成長，1973年中學畢業後前往美國美國國際大學（United States International University, 已結束營運）的夏威夷分校學習，1976年又到艾奧瓦州的格里斯蘭大學學習，他於1979年返回密聯邦的科斯雷州，擔任了兩年的教師，其後他在1982年加入政府，密克羅尼西亞聯邦對外事務部的外交官，並晉升為南太平洋事務司副司長，1989年被委任為密克羅尼西亞聯邦駐斐濟大使，在斐濟期間，他還兼任為密克羅尼西亞聯邦駐以色列、湯加、瑙魯、基里巴斯、薩摩亞、圖瓦盧、所羅門群島和瓦努阿圖的大使，其中他是第二位密聯邦駐以色列大使，直到1998年任駐日本大使。他在2003年才正式參與政治，首先是成為家鄉科斯雷州的代表，參與第13屆國會選舉，隨後在第14屆國會被推舉為外事委員會主席，最後在2007年當選成為副總統，2011年連任，2015年任期屆滿後退休。
他在第二任期曾經訪問中華人民共和國，與前一任副總統都被稱為中國人民的老朋友。
1. ↑  "王兆國分別會見三國領導人"，人民日報，2011年10月21日